# Gloiothele torrendii
Gloiothele torrendii är en svampart som först beskrevs av Giacopo Bresàdola, och fick sitt nu gällande namn av Boidin & H. Michel 1997. Gloiothele torrendii ingår i släktet Gloiothele och familjen Peniophoraceae.   Inga underarter finns listade i Catalogue of Life.